# 伸太郎
伸太郎（しんたろう、1974年6月17日 - ）は、日本のシンガーソングライター／ラジオパーソナリティ。
富士山をテーマに書き下ろした『白い風』～2002ソルトレークシティオリンピック全国民放ラジオ統一テーマソング～や、ヴァンフォーレ甲府公認応援歌『GO TO THE TOP』。『甲府市立善誘館小学校』校歌：作詞・作曲。「やまなし大使」、山梨県初「やまなし防犯大使」に就任。やまなし国文祭2013夏のステージ開会式典にて、皇太子（現・今上天皇）前にて歌『白い風』を披露。ラジオ番組・テレビ番組・講演・イベントなど総合エンターテインメントに評価を得ている。甲斐乃國総鎮護『武田神社』と日本武尊の東征の際、行宮として設けられた『酒折宮』にて歌奉納を果たしている。
山梨県甲府市出身。

## 来歴
長渕剛に憧れ中学3年生の時、ギターとハーモニカ演奏で学園祭デビュー。山梨学院高等学校では野球部特待生として所属したが甲子園出場経験はない。山梨学院高等学校野球部コーチ時代に甲子園の土を踏み、甲子園球場練習にて、ノックでセンターバックスクリーンに3連発。阪神タイガースのバース・掛布・岡田以来の3連発だと野球雑誌にても取り上げられた。
野球部寮生活の中、弾き語りライブをしていたところを、当時の野球部監督に見い出され、ヒットメーカー阿久悠に引き合わせた。卒業後、音楽の勉強をしつつ母校の野球部コーチに就任。1994年コーチとして甲子園出場。3年間のコーチ生活の後、長崎歌謡祭に出場し、サンミュージックの相澤秀禎からスカウトを受ける。ストリートLIVEからホールワンマンLIVEを重ね、自主制作CD「GET YOUR DREAM」発売。この頃からラジオパーソナリティとしての活動も始めている。2010年甲斐乃國総鎮護　武田神社「甲陽舞能殿」にて初の奉納ライブを執り行い、祭神・武田信玄への奉納を果たした。
2011年、山梨県甲府市の富士川小学校と琢美小学校が統合した新設校「甲府市立善誘館小学校」の校歌の作詞・作曲を手掛ける。同年、フォークジャンボリー in IWAMIZAWA FINALに出演。2012年に「やまなし大使」および「八ヶ岳天空大使」に就任。翌2013年、日本武尊の東征の際、行宮として設けられた『酒折宮』にて歌奉納。やまなし国文祭2013夏のステージ開会式典にて、皇太子（現・今上天皇）前にて歌『白い風』を披露。2025年山梨県初「やまなし防犯大使」に就任。

### 年譜
- 2001年 - 山梨県地元放送局の番組にて井筒和幸が提案した「県内のミュージシャンに富士山をテーマの歌を作らせよう」の企画の第1回に登場して反響を呼び、その年の夏の終りに山梨県内のコンビに限定で「白い風」を発売。プロデューサーに編曲家・瀬尾一三を迎えた。発売初日に6600枚、数日で1万枚近くのセールスを記録した。
- 2002年 - 「白い風」ソルトレークオリンピック全国民放ラジオ統一テーマソング で全国デビュー。
- 2003年 - サッカーJリーグ・ヴァンフォーレ甲府公認応援歌「GO TO THE TOP」を発表。
- 2006年 - ロシアエルミタージュオーケストラとのコラボコンサート開催。
- 2008年 - 富士韓流フェスティバル、富士急ハイランドにて開催。
- 2009年 - 音楽集団「広島フォーク村」に倣った「山梨フォーク村」を設立。
- 情報雑誌・桜座スクエア連載開始。
- 「フォーク魂・日本列島ど真ん中」Music Birdを通じて全国のコミュニティー放送局へ届けるラジオ番組を開始。
- 「青空／風に吹かれて」Double A-Side Single コロムビアミュージックエンタテインメントより全国発売。
- 2010年 - 「伸太郎チャリティーライブ」開催。
- 2011年 - 山梨県甲府市の富士川小学校と琢美小学校が統合した、新設校「善誘館小学校」の校歌の作詞・作曲を手掛ける。
- 2011年 - フォークジャンボリー　in 　IWAMIZAWA　FINAL　出演：南こうせつ、伊勢正三、山本潤子、松山千春。いわみざわ公園野外音楽堂キタオンで開催され、入場者1万人の前で、オープニングアクトとして出演し高い評価を受けた。
- 2012年 - TBSラジオ／レギュラー冠番組「伸太郎の“A PLACE IN THE SUN”」
- ラジオNIKKEI／レギュラー冠番組「イケてるラジオ。18時！」
- やまなし大使就任。八ヶ岳天空大使就任。
- 日本郵便と、キヤノンのプリンターブランド「PIXUS（ピクサス）」コラボCM「写真年賀状プロジェクト2013」テレビ山梨CM出演。
- 2013年 -（平成25年）- 武田神社　伸太郎新年奉納ライブ
- 2013年 - やまなし国文祭2013夏のステージ開会式典にて、皇太子徳仁の前にて歌『白い風』を披露。
- 2013年 - 酒折連歌祭イメージソング「風なりて」作詞・作曲を酒折宮にて奉納。
- 2013年 - 松山千春「恋」「銀の雨」のカバーシングルを発売。
- 2014年 - エフエム富士／レギュラー冠番組「MAP OF ARTIST shintaro」放送開始。
- 2014年 - 山梨中央銀行　NISA　CM出演。
- 2014年 - 火焔CM出演。
- 2015年 - 株式会社アルプスCM出演。富士急ハイランドCMソング。株式会社三和リースCMソング
- 2017年 - 日産自動車「日本六秒百景」NOTE　e-POWER CM出演。
- 2018年 - 甲斐ゼミナール・甲斐大学予備校（ラジオCMソング）『進め君よ／未来へと』
- 2018年 - YSK e-com（社歌）『Solution ～その笑顔が見たいから～』
- 2019年 - ジット株式会社（社歌）『We are the Jit』
- 2019年 - ㈱城南ロードサービス『走れ！どこまでも』
- 2020年 - ㈲峡南環境サービス（社歌）『Actmyn』（応援歌）『決心』
- 2020年 - 富岳通運株式会社（企業動画）『あなたとともに』
- 2020年 - ㈲ヤマシタ（企業動画）『Smile is energy』
- 2021年 -「天皇陛下御即位奉祝山梨県民大会」にて奉祝曲を歌唱・演奏披露
- 2021年 - 伸太郎25th Anniversary LIve
- 2022年 - 株式会社一水工業（社歌）『絆』
- 2022年 - 伸太郎 LIve2022『なあ、友よ』
- 2023年 - 岡島百貨店閉店曲『約束のOKAJIMA』で
- 2023年 - 山梨県森林環境税『森呼吸』
- 2023年 - 伸太郎LIVE2023～追いかけた季節～
- 2024年 - 甲府ビルサービス株式会社（社歌）『未来の架け橋に』
- 2025年 - 伸太郎LIVE2025～富士山麓ギター弾語りLIVE～
- 2025年 - 山梨県初「やまなし防犯大使」就任

## ディスコグラフィ

### 自主制作シングル
| No. | 発売年月日 | タイトル曲     | レコード会社 |
| 1st | 1996年10月 | GET YOUR DREAM |              |

### 山梨限定シングル
| No. | 発売年月日 | タイトル曲 | c/w          | レコード会社 |
| 1st | 2001年9月  | 白い風     | 今夜夢の中へ | 東芝EMI      |

### シングル
| No. | 発売年月日 | タイトル曲           | c/w                | レコード会社     |
| 1st | 2002年2月  | 白い風               | いちばん           | インターレコーズ |
| 2nd | 2003年4月  | GO TO THE TOP        | また逢いにくるから | キングレコーズ   |
| 3rd | 2009年10月 | 青空                 | 風に吹かれて       | 日本コロムビア   |
| 4th | 2012年6月  | Love song            | 雨                 | As'lien          |
| 5th | 2015年5月  | 僕らの応援歌         | 夢～22年目の梅雨～ | RISING SUN       |
| 6th | 2015年8月  | 夢に向かって         |                    | RISING SUN       |
| 7th | 2017年4月  | 心と心に虹を架けよう |                    | RISING SUN       |

### セルフカバーシングル
| No. | 発売年月日 | タイトル曲 | c/w          | レコード会社 |
| 1st | 2013年12月 | 白い風2013 | いちばん2013 | RISING SUN   |

### カバーシングル
| No. | 発売年月日 | タイトル曲       | c/w                | レコード会社 |
| 1st | 2013年6月  | 恋               | 銀の雨             | RISING SUN   |
| 2nd | 2019年11月 | MONEY            | もうひとつの土曜日 | RISING SUN   |
| 3rd | 2020年12月 | 大空と大地の中で | 長い夜             | RISING SUN   |

### アルバム
| No. | 発売年月日 | タイトル曲   | レコード会社     |
| 1st | 2011年3月  | 私の生きる道 | ときおらレコーズ |
| 2nd | 2018年10月 | 縹色         | RISING SUN       |
| 3rd | 2022年12月 | なあ、友よ   | RISING SUN       |

## ライブ
イベントも含め
| コンサートタイトル                                 | 備考 |
| -------------------------------------------------- | --- |
| LIVE954 in 横浜アリーナ                            | TBSラジオ出演者が集結したLIVE。オープニングアクトと務めた。 |
| 伸太郎”ISM ”ツアー                                 | 初の山梨県内3か所ホール公演。 |
| ロシアエルミタージュオーケストラ・コラボコンサート | 初の海外オーケストラとのコラボレーション。 |
| 伸太郎LIVE2008～告白～                             | |
| 富士韓流フェスティバル                             | 韓国俳優オムテウンを迎えてのイベント。 |
| 伸太郎LIVE～2009～                                 | |
| 武田神社・奉納ライブ～2010～                       | |
| 伸太郎おやこのきずなプロジェクトLIVE～2010～       | |
| フォークジャンボリー in IWAMIZAWA FINAL            | 出演：南こうせつ、伊勢正三、山本潤子、松山千春。いわみざわ公園野外音楽堂キタオンで開催され、入場者1万人の前で、オープニングアクトとして出演し高い評価を受けた。 |
| アルバム『私の生きる道』ツアー2011                 | 初の全国ツアー、山梨～北海道～大阪～滋賀～愛知～東京。 |
| TBSラジオ夏Sacas2012ライブ                         | 赤坂サカス特設ステージ。 |
| やまなし国文祭2013夏のステージ開会式典             | 皇太子（現・今上天皇）前で「白い風」を披露。 |
| 松山千春ツアー2014「生きて」                       | 松山千春と「恋」をデュエット披露。東京エレクトロン韮崎文化ホール                                                                                                |
| 伸太郎20th Anniversary LIVE2016                    | 甲府市総合市民会館・代々木山野Tower |
| こうふ開府500年カウントダウンイベント2018          | 甲府駅北口よっちゃばれ広場特設ステージ |
| 伸太郎LIVE2019～22years～                          | 甲府市総合市民会館・芸術ホール |
| 天皇陛下御即位奉祝山梨県民大会 2021                | 奉祝曲を歌唱・演奏披露／YCC県民文化ホール・大ホール |
| 伸太郎25Anniversary Live 2021～縹色～              | 甲府市総合市民会館・芸術ホール |
| 伸太郎 Live 2022『なあ、友よ』                     | ふじさんホール（富士五湖文化センター） |
| 伸太郎 Live 2023～追いかけた季節～                 | 甲府市総合市民会館・芸術ホール |
| 伸太郎 Live 2025～富士山麓ギター弾き語りLIVE～     | 富士吉田市民会館・小ホール |

## 楽曲提供
- ヴァンフォーレ甲府公認応援歌『GO TO THE TOP』
- 富士急ハイランド（CMソング）『ジェットコースター』
- 山梨中央銀行（CMソング）『NISAが、いいさ。』
- 西甲府住宅株式会社（CMソング）『青空』
- フォネット（CMソング）『ケイタイいちばん　フォネット』
- JR甲府駅『ももずきんのテーマ』
- 酒折連歌祭イメージソング『風なりて・・・』
- 山梨学院高等学校　野球部応援曲／作曲『BIG　WAVE』『ハリケーン』
- 山梨学院大学陸上競技部応援歌『そして今、君は風になる』
- 厳選焼肉　火焔（CMソング）『きらめき花』
- 株式会社アルプス（CMソング）『アルプス』
- 三和リース（CMソング）
- YSK e-com（社歌）『Solution ～その笑顔が見たいから～』
- 甲斐ゼミナール・甲斐大学予備校（ラジオCMソング）『進め君よ／未来へと』
- ジット株式会社（社歌）『We are the Jit』
- ㈲峡南環境サービス（社歌）『Actmyn』（応援歌）『決心』
- 富岳通運株式会社（企業動画歌）『あなたとともに』
- ㈲ヤマシタ（企業動画）『Smile is energy』
- ㈱城南ロードサービス（社歌）『走れ！どこまでも』（応援歌）『あなたの笑顔』
- 株式会社一水工業（社歌）『絆』
- 岡島百貨店閉店曲『約束のOKAJIMAで』
- 山梨県森林環境税『森呼吸』
- 甲府ビルサービス（社歌）『未来の架け橋に』

## 歌唱参加
- 山梨学院高等学校 校歌

## 文化楽曲提供
- 甲府市立善誘館小学校校歌／作詞・作曲
- 甲斐市クローバー保育園園歌『四つ葉のクローバー】作詞・作曲
- こうふ開府500年提案事業楽曲『凛として』

## 出演CM
- 日本郵便×キヤノンのプリンターブランド「PIXUS（ピクサス）」コラボCM「写真年賀状プロジェクト2013」
- 日産自動車「日本六秒百景」NOTE　e-POWER CM出演。2017
- 山梨中央銀行　NISAが、いいさ。2014～
- 厳選焼肉火焔　2014
- 株式会社アルプス　2015

## 出演映画
- 「ウスケボーイズ」

## 出演ラジオ番組
レギュラー番組のみ記載、単発番組は除く
| 番組名                       | キーステーション   | 期間                  |
| ---------------------------- | ------------------ | --------------------- |
| 伸太郎の直球勝負             | エフエム甲府       | 1999年4月 - 終了      |
| フォーク魂・日本列島ど真ん中 | ミュージックバード |                       |
| 響け！風林火山               | ミュージックバード |                       |
| イケてるラジオ。18時！       | ラジオNIKKEI       |                       |
| 伸太郎のPrecious Ones!!      | ラジオNIKKEI       |                       |
| 伸太郎の“A PLACE IN THE SUN” | TBSラジオ          | 2012年4月 - 2012年9月 |
| トラットリア・アルプス       | エフエム八ヶ岳     | 2013年4月 - 2019年3月 |
| トラットリア・アルプス       | ミュージックバード | 2015年4月 - 2016年9月 |
| MAP OF ARTIST shintaro       | FM FUJI            | 2014年4月 - 現在      |
| エンタメ楽院                 | FM FUJI            | 2021年4月 - 現在      |
| 甲斐ゼミAchievement Tips     | FM FUJI            | 2022年4月 - 2025年3月 |
| Happiness Sunday             | FM FUJI            | 2024年4月 - 現在      |

## 出演テレビ番組
レギュラー番組のみ記載、単発番組は除く
| 番組名                       | コーナー名 | キーステーション | 期間                  |
| ---------------------------- | ---------- | ---------------- | --------------------- |
| 伸太郎、やらせていただきます |            | CATV富士五湖     | 2021年2月 -           |
| 伸太郎がゆく                 |            | CATV富士五湖     | 2022年5月 -           |
| スゴろく                     |            | UTYテレビ山梨    | 2021年4月 - 2023年3月 |